# Aulacoderus perlucidus
Aulacoderus perlucidus is een keversoort uit de familie snoerhalskevers (Anthicidae). De wetenschappelijke naam van de soort is voor het eerst geldig gepubliceerd in 1971 door van Hille.